# پیتر ویرسوم
پیتر ویرسوم (هلندی: Peter Wiersum؛ زادهٔ ۱ نوامبر ۱۹۸۴) یک قایقران روئینگ اهل هلند است.
از افتخارات وی می‌توان به کسب مدال برنز هشت‌نفره تک‌پارو در بازی‌های المپیک تابستانی ۲۰۱۶ اشاره کرد.